# Svenskans tionde vokal
Ô-ljudet är en vokal som finns i vissa former av svenska. Den är ett eget fonem i flera svenska dialekter, däribland göteborska, värmländska och västgötska. Det finns ingen särskild standardiserad bokstav för ô-ljudet i skriven standardsvenska,  men tecknet "ô" (ett o med cirkumflex) används ofta för att återge dialektala uttal som gôtt (gott) och bôs (boss, småskräp).
Ô-ljudet har sitt huvudsakliga ursprung i ett fornsvenskt kort /o/, vilket uttalades som ett kort "å". Ljudet har av vissa forskare beskrivits som en "tionde vokal" i svenska och i viss mån även i norska fonologiska system.

## Uttal
Hur ô-ljudet realiseras (uttalas) varierar mellan olika varieteter av svenska. Vanligen är vokalen rundad, central eller främre, och ganska eller mycket öppen. Ljudfilerna nedan är två exempel på hur fonemet har realiserats; olika dialekter kan ha realisationer, som skiljer sig från dessa exempel.
Personer som talar standardsvenska som modersmål uppfattar vokalljuden i ovanstående ljudfiler som ett otydligt å‑ljud eller ö‑ljud. Detta betyder inte att det ô-ljudet är (var) mindre självständigt än andra vokalfonem. Vilket språkljud man hör styrs av fonemsystemet i ens modersmål. Därför hör man inte ett tydligt ljud, om man inte är uppvuxen med ô-ljudet i sin dialekt.
I stadsdialekten göteborgska används ett tionde vokalfonem på ett mer varierat, mindre frekvent och språkhistoriskt mindre förutsägbart sätt än i västgötska och värmländska folkmål.
Ett annat läge finns i dialekter, som uttalar standardsvenskans å‑ljud som [au]. Flera sydsvenska mål, bland annat i södra Småland, har detta au‑ljud. Eftersom artikulationsstället i vokalrymden där å finns i standarsvenska inte rynmer någon annan vokal, kan vokalfonemet uttalas som å (IPA /o/). I Södra Sandsjömålet finns dessa uttal:
- hål, låv (lov)
- gau (gå) rau (råd)[5]

Orden hål och lov är typiska ord för detta vokalfonemet, och uttalas i många dialekter ofta hôl och lôv. Eftersom det i vissa sydsvenska mål i stället är å-ljudet som skiljer sig från standardsvenskan (gau – gå), leder dialektutjämning i sådana mål till att vokalfonemets ljudvärde bevaras, medan den lokala motsvarigheten till å-ljudet försvinner: hål och gau blir hål, gå.

### Sammanfall med annat fonem i vissa ställningar
Ett fonem kan i vissa ställningar sammanfalla med ett annat fonem, men ändå behålla sin fonemstatus. I till exempel göteborgska språkliga varieteter har sammanfall med ö‑fonemet skett före ett /r/, och den korta allofonen av ô‑ljudet har uttalsmässigt sammanfallit med ö‑fonemet, medan den långa allofonen av ô‑ljudet kontrasterar med andra vokaler, vilket påvisar ljudets fonemstatus.

## Terminologi
En allmänt vedertagen beteckning på detta nysvenska vokalfonem saknas i språkvetenskaplig litteratur. Tre olika slag av beteckningar har använts i litteraturen.
För det första har vokalfonemet benämnts som en ”blandning” av andra vokaler (o, å eller ö), eller en modifiering av en annan vokal (”ö‑haltigt å‑ljud” och dylikt). En förvetenskaplig  benämning från tiden före fonologins och lingvistikens utveckling finns i Ericus Aurivillius Exercitatio academica…från 1693 Modern användning av benämningar baserade på ”blandning” och ”haltigt” finns i bland annat Elias Wesséns standardverk Svensk språkhistoria, och i dialektologi. Gunlög Josefsson kallar ljudet ”mellanvokalen” å/ö (med citationstecken av Gunlög Josefsson).
För det andra har språkvetare använt namn som utgår från ett skrivtecken för fonemet. Benämningen ”ô‑ljudet” finns i många vetenskapliga verk, på liknande sätt som de etablerade beteckningarna ”tj‑ljudet” och ”sj‑ljudet”. Med en IPA‑symbol benämns ljudet ”(vokalen) /ɞ/”, fast fonemet inte nödvändigtvis uttalas som en mellanöppen och central vokal. Dessa benämningar med ô och ɞ är i dag de vanligaste i vetenskapliga verk. En symbol från landsmålsalfabetet, som brukar ersättas med siffran 8, har använts i beteckningen /8/‑fonemet och liknande.
För det tredje har uttrycket ”tionde vokalen” använts. Benämningarna baserade på ”tionde” är dock benämningar av ad hoc‑karaktär, för att introducera fenomenet att ett ytterligare vokalfenomen finns eller funnits; ”tionde vokalen” har ofta satts i rubriker eller inom citattecken, för att visa dess karaktär av ett tillfällighetsord.

## Transkription
Sen ô-ljudet uppkom i svenskan kring 1400 har det aldrig haft någon egen bokstav i alfabetet utan har främst återgetts som ett "o".
Beteckningen "ô" har använts sedan 1772. Tecknet ⟨ô⟩ med cirkumflex är från den franska versionen av alfabetet, men den franska bokstaven var så vanlig i svenskt tryck (till exempel ordet entrecôte) så att ⟨ô⟩ vanligen funnits tillgängligt som tryckerityp när man velat ha en beteckning för en ytterligare vokal i tidningar och böcker. Symbolen har upptagits även i vetenskapliga verk, som betecknar fonemet som ”ô‑ljudet”.
Landsmålsalfabetet har använts i de flesta svenska folkmålsuppteckningar, men används sällan i ny lingvistisk litteratur. I uppteckningar kan man se ô‑ljudet transkriberad med någon av dessa symboler:

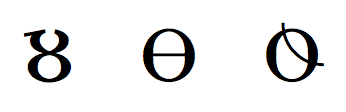
Symboler för vokalen som ofta använts i uppteckningar med landsmålsalfabetet.

Vokalfonemet kan transkriberas med symbolen ɞ (mellanöppen central rundad vokal) från Internationella fonetiska alfabetet. I språkhistoriska verk används /ɞ/ omväxlande med [ɞ] beroende på huruvida fonemstatus eller artikulation beskrivs. Även det mer specifika /ɞ̞/ har använts, med tilläggstecken för sänkning.

## Historik
Ô‑ljudet utvecklades från ett fornsvenskt kort /o/ som någon gång kring 1400 förlängdes i ord som "kol" och "sova" och blev ett betydelseskiljande ljud, separat från både /o/ (som i "nål") och /u/ (som i "sol"). Det nya vokalfonemet betecknades aldrig i skrift med något eget tecken eller bokstav. Därefter har förändringar skett vad gäller uppsättningen ord som har ô‑ljudet i en viss språklig varietet. En stor mångfald finns i den ursprungliga vokalen bland norska ord som anslutits till gruppen som hade ett fomen utvecklat ur fornspråkligt kort /o/. I västra Sverige och Göteborg finns ett antal ord som slô (standarsvenska slå) som ursprungligen hade en annan vokal. Vidare kan ô‑ljudet sammanfalla med andra fonem i vissa ställningar, vilket gör det tvetydigt vilket fonem som föreligger. Lars‑Gunnar Andersson rekommenderar till exempel stavningen gött i skriven göteborgska, eftersom fonemet ô sammanfallit med ö när vokalen är kort.
Carl Gustaf af Leopold publicerade Afhandling om svenska stafsättet 1801 på uppdrag av Svenska Akademien med syfte att föreslå en tydligare standardisering av svensk stavning. I förslaget beskrevs ô-ljudet som "detta blandade ljud af o och å nu mera från det bättre talet alldeles försvunnit". Enligt språkhistorikern Gertrud Pettersson har det tolkats som att ljudet har ersatts av ett långt /o/ hos eliten i Stockholm kring sent 1700-talet eftersom ô-ljudet uppfattades som "dialektalt och vulgärt". Leopold nämnde 1801 att det tidigare hade funnits förslag på att införa en egen bokstav för ljudet, men ansåg det inte längre nödvändigt. Fler förslag och reformer förekom under 1800-talet och långt in på 1900-talet men ingen av dem tog upp införandet av en särskild stavning av ô-ljudet.
I många svenska dialekter började ô-ljudet gradvis att uttalas som ett långt /o/. Detta kan ha skett spontant eftersom ljuden låg nära varandra i delarna av Sörmland och Uppland nära Stockholm. I södra Sörmland har uttalen gôtt, kôl och rôg (råg) funnits under folkmålsuppteckningarnas tid (1800‐ och 1900‑talen), medan norra Sörmland hade sammanfall med å‑ljudet. Med Ulf Telemans ord har ”prestigedialekterna” haft sammanfall av ô‑ljud och å‑ljud.
I några regioner fortsatte dock personer som ansågs ha ett bildat talspråk att skilja fonemen /å/ och /ô/ (IPA /o/ och /ɞ/) under ytterligare ett århundrade. Men sammanfallet fullbordades i standardsvenskan med 1800‐talets utgång. Språkforskaren Elias Wessén beskriver förändringen i vokalsystemet med orden att det ”uppsvenska uttalet med rent å‑ljud höll på att vinna terräng … Det ö‑haltiga å‑ljudet har alltmer börjat betraktas som dialektalt eller vulgärt”.

## Tidiga beskrivningar av ô-ljudet
Författaren och språkvetaren Samuel Columbus beskrev på 1600-talet i en opublicerad text att svenska har en vokal som saknar ett eget tecken och kontrasterade ord som kohl (träkol) och kål (grönsak). Den tidigaste publicerade beskrivningen av ô-ljudet gjordes av Ericus Aurivillius 1693. Han beskrev vad språkforskaren Ulf Teleman menar var en skildring av ô‑ljudet.
Nils Tiällmann observerade 1696 ”dett halfblandade liudet mellan o och å” och gav exempel som stopp, flott, kol och son. Jesper Swedberg, biskop i Skara, skrev i Schibboleth: Swenska Språkets Rycht och Richtighet 1716 att det fanns ett ljud "hos oss Swenska emellan o & å, som ingen bokstaf har" och som var mellan ett "o" och ett å". År 1745 kallade språkforskaren Johan Ihre det här ljudet "ett mellanläte, [...] mellan o och å" som förekom i olika delar av Sverige, men som inte hade något eget skrivtecken.
Sven Hof kallade 1753 ô‑ljudet för ett "mörkt o" i Swänska Språkets Rätta Skrifsätt som beskrev svenskans stavning. Han föreslog att använda "ò" (ett o med grav accent) för att skriva ut ô-ljudet och i ord som "(kunga)hòv" till skillnad från "(häst)hov" och gav också exempel på att orden "kål" och "hål" uttalades med ô-ljud under hans tid. Han använde även "o obscurum" ("mörkt o) i Dialectus Vestrogothica, ett verk på latin om västgötska från 1772 men använde istället "ô" (med cirkumflex).
Johan Bure (1568–1653) har kallats den svenska grammatikens fader, och den som först gjort fonetiska observationer om svenskan. Men i hans skrifter finns inga säkra tecken på att han iakttagit skillnaden mellan ô och å. Han anför ett ordpar kohl (carbo, kol) och kåhl (caulis, kål), men som ett exempel på skillnad i kvantitet (längd); Hjalmar Linder ifrågasätter, huruvida Bure iakttagit en kvalitetsskillnad. Bure ger kohl, bohr som exempel på ”o obscurum”, och nämner ett ljud ”medium inter å et u” (mellan å och u) men det är enligt Linder ej möjligt att säkert tolka Bures uttalanden och skrivsätt.

## Vokalens inverkan på standardsvenskan
Det tidigare existerande vokalfonemet har två kvarblivande verkningar på standardnusvenskan. För det första har ett antal ord överförts från gruppen som har skrivtecknet ⟨o⟩ i stammen till gruppen som skrivs med ⟨å⟩. Detta har skapat en skillnad mellan standardsvenska och dess östnordiska systerspråk, de danska språkliga varieteterna. På standarddanska heter det et tog (ett tåg) och en pose (en påse).
För det andra har fonemet IPA /o/ – å‑ljudet – fått två stavningar i standardsvenska: ⟨å⟩ och ⟨o⟩ som i en håv och ett hov.
Det standardnusvenska å‑ljudet (IPA /o/) har två ursprung:
1. ord som hade /a/ i fornspråket; de stavas nu med ⟨å⟩
2. ord som hade /o/ i fornspråket; de stavas nu med ⟨å⟩ eller ⟨o⟩

Ett stort antal av de ord som ursprungligen hade kort fornsvenskt /o/ stavas idag med ⟨å⟩. Denna grupp inbegriper vanliga ord som båge, spår, hål, påse och råtta. Andra ord har behållit sitt ⟨o⟩, som visar att ursprunget var det korta fornsvenska /o/. Denna grupp inbegriper son, lova, sova och komma. Det standardsvenska fonemet /å/, både kort och långt, har därför fått två stavningar, ⟨å⟩ och ⟨o⟩. Denna oregelbundenhet i stavningen är enda spåret av detta vokalfonem i nutida standardsvenska som är uppenbart från ett synkront perspektiv.
Denna tabell visar hur de ovan behandlade fornsvenska vokalerna utvecklats,  och hur antalet fonem först ökat och sedan minskat:
| Fornsvenska | Nysvenska        | Överlevt till standardnusvenska? | Exempel                                                     |
| --- | ---------------- | -------------------------------- | ----------------------------------------------------------- |
| långt a | långt å IPA /oː/ | Ja                               | fornsvenska har, nysvenska hår                              |
| långt a | kort å IPA /ɔ/   | Ja                               | fornsvenska atta, nysvenska åtta                            |
| kort a | långt a IPA /ɑː/ | Ja                               | fornsvenska sak, nysvenska sak                              |
| kort a | kort a IPA /a/   | Ja                               | fornsvenska land, nysvenska land                            |
| långt o | långt o IPA /uː/ | Ja                               | fornsvenska bok, nysvenska bok                              |
| långt o | kort o IPA /ʊ/   | Ja                               | fornsvenska domare, nysvenska domare                        |
| kort o | långt ô IPA /ɞː/ | Nej                              | fornsvenska spor, nysvenska spôr, standardnusvenska spår    |
| kort o | kort ô IPA /ɞ/   | Nej                              | fornsvenska rotta, nysvenska rôtta, standardnusvenska råtta |
| Anmärkning till tabellen: I fornsvenska fanns stavelser där en lång vokal följdes av en lång konsonant. I ordet atta var det första a:et långt. En annan stavelsetyp i fornsvenska var kort vokal följd av kort konsonant, som i sak. Dessa två stavelsetyper kallas ”överlång stavelse” och ”kort stavelse”. De finns inte i standardnusvenska; därför säger man åtta med kort å och sak med långt a i standardnusvenska. |                  |                                  |                                                             |

Orden på de två sista raderna (spår, råtta) har i standardnusvenskan fått samma vokalljud som orden på de två första raderna (hår, åtta), men inte skulle ha fått det, om inte fonemet /ô/ (IPA /ɞ/) hade försvunnit genom en kombination av spontant fonemsammanfall och social stigmatisering av fonemet.
Oregelbunden stavning är ett arv från systemet med tio vokalfonem. De två sista tabellraderna skulle ha kunna haft dessa exempelord:
| Fornsvenska | Nysvenska        | Överlevt till standardnusvenska? | Exempel                                                     |
| ----------- | ---------------- | -------------------------------- | ----------------------------------------------------------- |
| kort o      | långt ô IPA /ɞː/ | Nej                              | fornsvenska son, nysvenska sôn, standardnusvenska son       |
| kort o      | kort ô IPA /ɞ/   | Nej                              | fornsvenska komma, nysvenska kômma, standardnusvenska komma |

Om man väjer exempelorden son och komma visas samma process – uttalet i standardsvenska har blivit å‑ljud – men stavningen är frusen på ett medeltida stadium: de medeltida stavningarna ⟨son⟩ och ⟨komma⟩ uttalas ”sån” och ”kåmma”.

### Ändring av antal vokaler visad som figur
Ovanstående tabeller kan åskådliggöras som en figur. Åtta ursprungliga vokaler tio nysvenska vokaler.
Sedan reducerades de tio nysvenska vokalerna:

a e i o ɞ u y å ä ö

till nio i standardnusvenska:

a e i o u y å ä ö

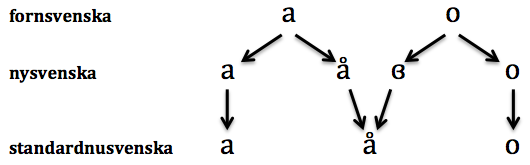
Vokalklyvning och vokalsammanfall i svenska.

Figuren visar hur fornsvenskans vokaler ökade med två (från åtta till tio) i nysvenska genom att två av vokalerna delades till fyra, och sedan minskade vokalerna med en (från tio till nio) i standardnusvenska genom att /ɞ/ sammanföll med /å/. I figuren står tecknet ⟨o⟩ för å‑ljud (IPA /o/) i fornsvenska, men o‑ljud (IPA /u/) i standardnusvenska.

### Möjlig roll i vokalskiftet i yngre fornsvenska
En viktig föreslagen påverkan på svenska språket vore att uppkomsten av ô‑ljudet bidroge till vokalskiftet i yngre fornsvenska (och i norska). Enligt Stig Eliassons hypotes skulle den långa varianten av /ɞ/ (låt ô‑ljud) ha orsakat att yngre fornsvenskt /ɔː/ (långt öppet å‑ljud) höjdes i vokalrymden. Ljudet /ɔː/ antas ha uppkommit ur långt fornsvenskt /a/ (aː i Vokalfyrsiding 3. Detta fonems rörelse uppåt skulle, enligt Stig Eliasson, ha förstärkts av en ”push” från ô-ljudet. Ô‑ljudet skulle ha förstärkt dynamiken i den push chain som vokalskiftet är, genom att höja det nya svenska å‑ljudet (som finns i år), så att det nya svenska å‑ljudet dreve det fornsvenska ”å‑ljudet” (stavat ⟨o⟩ visat som (oː i figuren) upp till /uː/ (som i bok, ett ord som behåller fornsvensk stavning). Därefter sammanfölle nysvenska /ɞ/ med /o/ (å‑ljudet) i standardsvenska genom sociolingvistisk stigmatisering, enligt hypotesen.

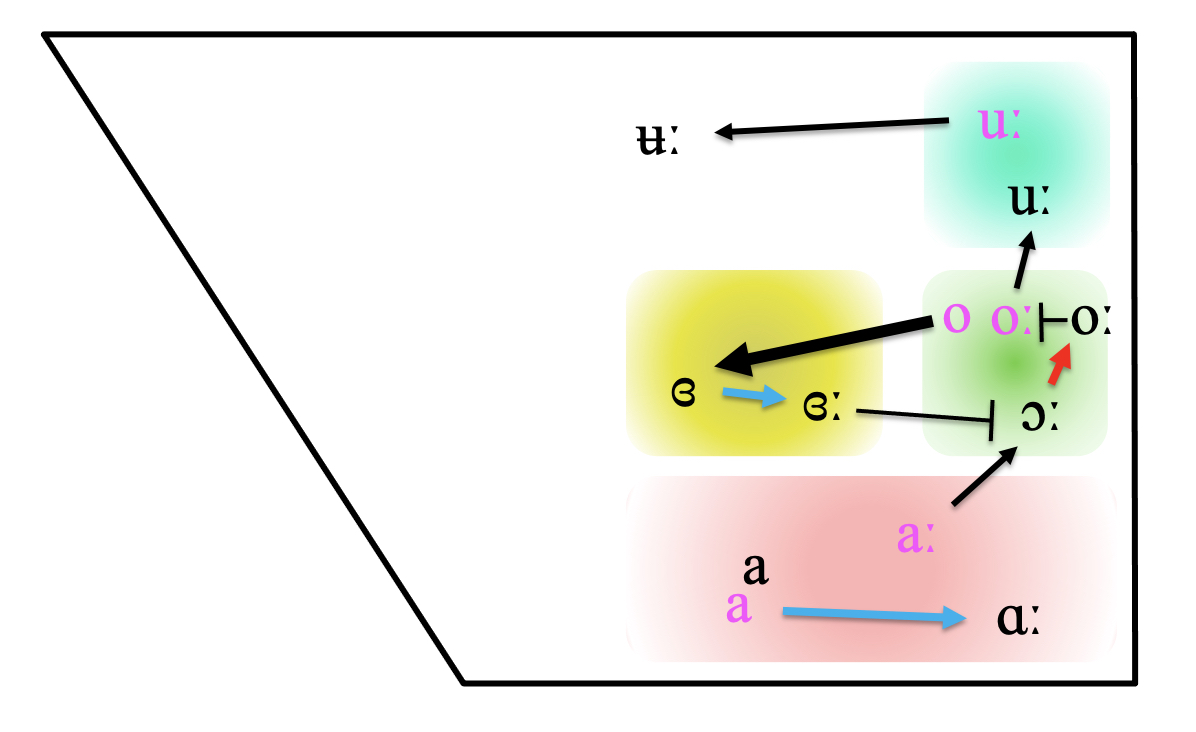
Vokalfyrsiding 3.Det nya vokalljudet kan ha förstärkt vokalskiftet i yngre fornsvenska.Färger enligt ovan. Dubblering av vokaler i magenta och svart betyder att en gammal vokal (magenta) funnits och förskjutits, och att ett fonem förskjutits till samma position i vokalrymden.

Första steget vore enligt Eliasson att gammalt kort o (visat som o) bleve kort ɞ (tjock svart pil), som i vissa ord bleve långt ɞː (blå pil). Existensen av långt ɞː påverkade långt ɔː (T‑formad liggande symbol) så att långt ɔː höjdes (röd pil). Detta gåve enligt Stig Eliasson skjuts åt vokalskiftet, som visas med svarta smala pilar. I danska språkliga varieteter uteblev såväl vokalskiftet som uppkomsten av ô‑ljudet.

#### Samlad bild av ô‑ljudets uppkomst och inverkan på vokalskiftet

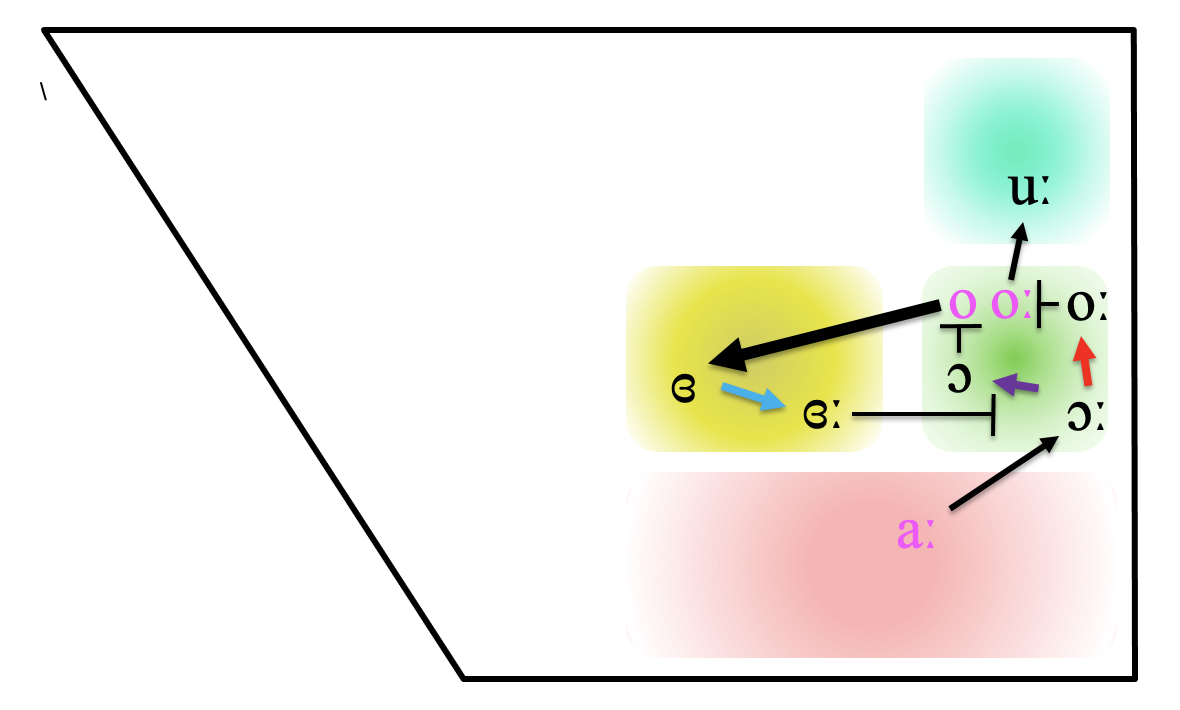
Vokalfyrsiding 4. Samlad bild av ô‑ljudets roll i vokalskiftet.

Enligt den vedertagna förklaringen av uppkomsten av kort ɞ och Stig Eliassons hypotes, skulle en cirkelformad kedja av förskjutningar och påverkan ha skett enligt Vokalfyrsiding 4:
1. gammalt långt a‑ljud höjdes till ɔː (aː → ɔː), som
2. i vissa ord förkortades till ɔ (purpurfärgad tjock pil), som
3. påverkade gammal kort o till att
4. förskjutas till ɞ (tjock svart pil), som
5. i vissa ord förlängdes till ɞː (tjock blå pil), som
6. påverkade det nya långa å‑ljudet till att höjas, ɔː ➞ oː, som
7. påverkade det gamla långa å‑ljudet till att höjas, oː → uː.[19][31]

Bara två av vokalskiftets tre skiften visas i Vokalfyrsiding 4. Steg 3 nämns av Gertrud Petterson som en påverkan, medan Stig Eliasson nämner steg fyra som en sänkning, utan att ange en orsak enligt steg 3 (eller någon annan orsak).

## Ô-ljudet i nordiska dialekter
Det första modernt vetenskapliga svenska verket om ”ljudlära” utkom 1877. I slutet av 1800‑talet byggdes dialektarkiv upp, och från denna tid och framåt kan säkrare slutsatser dragas om enskilda språkliga varieteters ljudbestånd.
De äldre uppteckningarna gjordes med landsmålsalfabetet (ej stött av Unicode/UCS); dessa tecken har motsvarigheter i internationella fonetiska alfabetet:

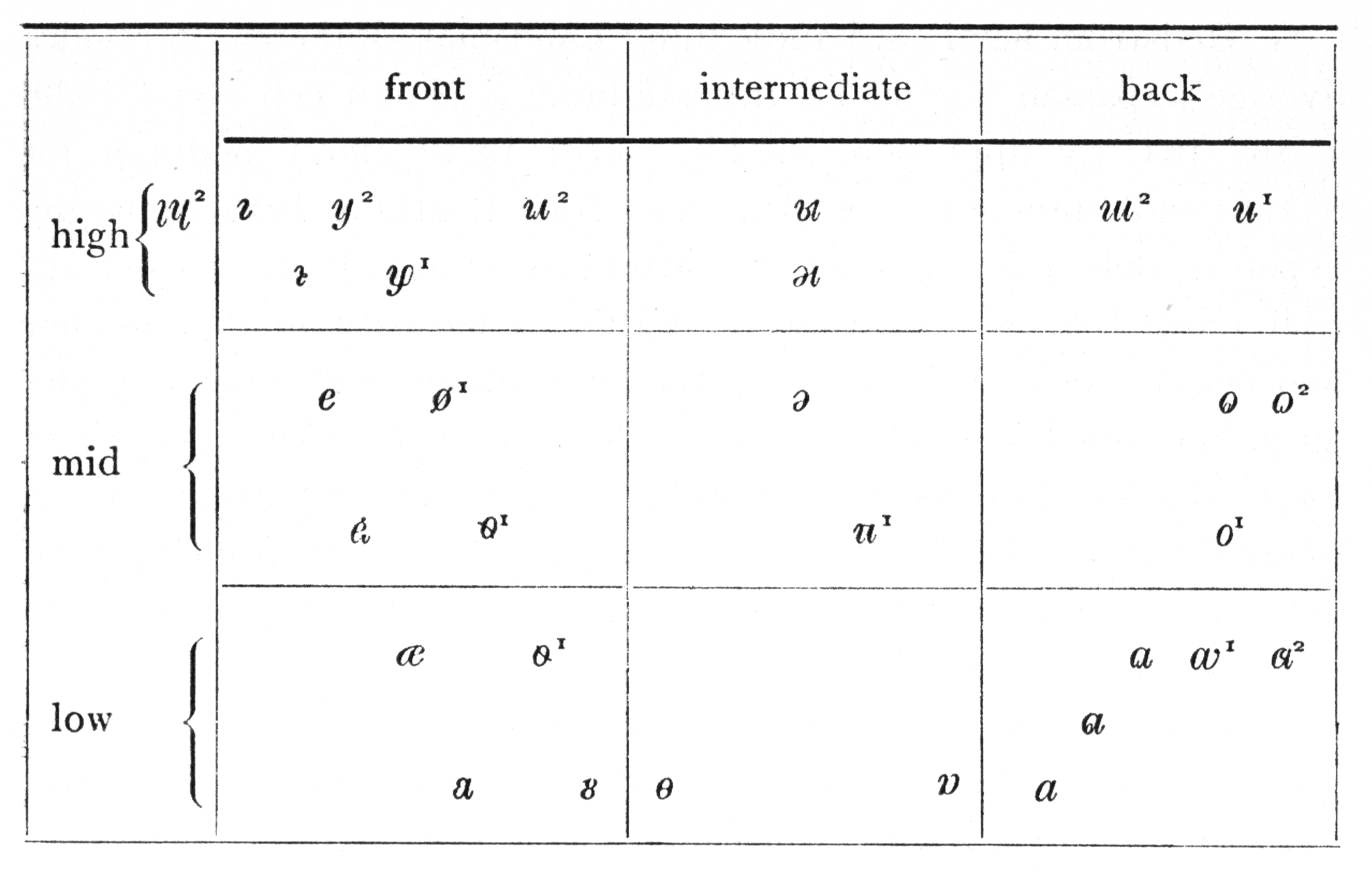
IPA œ = tecknet i rutan low–front, övre raden till höger; IPA ɶ = low–front, nedre raden till höger; IPA ɔ = mid–back, nedre raden; IPA u = mid back övre höger; IPA ø = samma tecken som landsmålsalfabetet.

### Västra Sverige
I folkmålen i Västergötland, Värmland, Dalsland och Bohuslän har fornsvenskt kort /o/ i regel utvecklats till ett ô-ljud mellan ett öppet ö och grumligt å, motsvarande internationella fonetiska alfabetets [ɶ] eller [ɞ]. I östra Värmland har även fornsvenskt kort /u/ i vissa fall utvecklats till ett ô-ljud, så att det heter tômme (tumme) och bôrk (burk). I delar av Vadsbo härad i nordöstra Västergötland har både fornsvenskt /o/ och /u/ i stället utvecklats till ett öppet å-ljud, som ibland sammanfaller med fornsvenskt långt /a/. I denna del av Västergötland görs alltså inte alltid någon fonemisk skillnad mellan ô- och å-ljud i ordpar som 'kol' och 'kål', till skillnad från i de omgivande dialekterna.

### Göteborgska
Situationen i en stadsdialekt skiljer sig något från folkmål på landsbygden. De språkliga varieteter som tillsammans utgör stadsmålet i Göteborg har uppkommit genom en dialektblandning av språkdrag främst från Västergötland, Bohuslän och Halland. Många av inflyttarnas språkliga drag blev inte en del av det ursprungliga stadsmålet. Ett exempel är det numera emblematiska göteborgska uttalet gôtt. Till skillnad från uttalet i de flesta landsmål var det vanligaste uttalet av gott i äldre göteborgska gått, inte gôtt. Andra skillnader mot omgivande folkmål är att i Göteborgs stadsmål uppträder ô‑ljudet i vissa ord som in te haft fornsvenskt kort /o/, och där andra mål i regel har allofoner av /ö/ eller fonemet /å/ (av fornsvenskt /a/). Sådana ord är göteborgska smôr, grôt, som har allofoner av /ö/ i andra mål, och uttal som hôlla (hålla) och slô (slå), som hade fornsvenskt /a/; uttalen med 'ô' för fornsvenskt /a/ i dessa ord finns även i granndialekter. Där finns större utrymme för individuell variation i de göteborgska varieteterna, så att ord som regelbundet uttalas med ô i västliga folkmål (som lôva) har ett mer vacklande uttal i göteborgska.
Trots dessa skillnader kan ”göteborgskans tionde vokal” visas ha fonemstatus och det är samma vokal (fonem) som i västsvenska dialekter, och har i stort och strukturellt sett uppkommit ur kort /o/, Ô‑ljudet används också som en sorts identitetsmarkör i göteborskan, framförallt i ord som gôrgôtt eller tjôta). I ungdomsspråk och stadsspråk används ett öppet uttal av fonemet /ö/ i alla ställningar.

### Östra Mellansverige
I folkmålen i östra Västmanland, södra Uppland, norra Södermanland och kustsocknarna i södra Östergötland har fornsvenskt kort /o/ utvecklats till ett rent å-ljud. Detta ljud sammanfaller ofta med fornsvenskt /a/, liksom i standardsvenskan, men i vissa mål är gammalt /o/ fortfarande skilt från /a/ genom en öppnare kvalitet – [ɔ] eller dylikt. I övriga sveamål har gammalt /o/ vanligen utvecklats till ett ljud mellan öppet ö och grumligt å liksom i västsvenska mål, vilket då är vitt skilt från gammalt /a/. Detta ô-fonem är emellertid i östra Närke, västligaste Södermanland och norra Östergötland mycket delabialiserat och närmar sig där ett a- eller ä-ljud. Redan i början av 1900-talet hade detta ä- eller a-haltiga ô-ljud börjat att ersättas av rent å-ljud bland yngre personer i östra Närke.

### Blekinge och nordöstra Skåne
Två geografiskt delvis överlappande undersökningar av Åke Hansson och Sven Benson visar att vokalfonemet funnits i västra Blekinge och nordöstra Skåne, i Bensons undersökning representerade av Glimåkra socken, Vånga socken och Listers härad.
Sven Benson fann att fornsvenskt kort /o/ utvecklats till ett fonem i området, betecknat med landsmålsalfabetets motsvarighet till IPA /œ/, ett ljud som faller inom den variation som brukar inbegripas i symbolen ⟨ô⟩. Benson fann också att fornsvenskt kort /u/ utvecklats till ett fonem som han betecknade med landsmålsalfabetets motsvarighet till IPA /ɔ/. Hansson uppgifter för Glimåkra socken stödjer Bensons slutsats, men Hanssons studie är till skillnad från Bensons strikt synkron, och Hanssons studie fastslår inte, att en viss vokal i Glimåkra socken (studiernas överlappande område) utvecklats ur fornsvenskt kort /o/. Det av Hansson konstaterade vokalfonemet i Glimåkra, med uttal som angavs med landsmålsalfabetets motsvarighet IPA [œ] och IPA [ɶ], motsvarar strukturellt, i uttal och i exempelord Bensons uppgifter om ett fonem utvecklat ur fornsvenskt kort /o/.
I socknar i östra Blekinge har utvecklingen på ett ”säreget” sätt varit den omvända jämfört med det västligare blekingsk‑skånska området beskrivet i föregående stycke: fornsvenskt kort /o/ har i öster utvecklats till ett fonem med ljudvärdet IPA /ɔ/ (å‑ljud) men i väster (se ovan) till ett fonem med ljudvärdet IPA /œ/ (ö‐ eller ô‑ljud), medan fornsvenskt kort /u/ i öster har utvecklats till ett fonem med ljudvärdet IPA /œ/ (ö‐ eller ô‑ljud) men i väster (se ovan) till ett fonem med ljudvärdet IPA /ɔ/ (å‑ljud).
Fornsvenskt lång /a/ motsvaras i Blekinge (utom i stadsmål) av /au/‑diftong. Skillnaden mellan allmänsvenskt å‑ljud och vokalen som utvecklats ur kort fornsvenskt /o/ återspeglas i östra Blekinge inte av å‑ljud gentemot ô-ljud, utan av au‑ljud gentemot å‑ljud (gau ”gå” mot såva, låva ”sova, lova”).

### Trøndelag och Østlandet
Samma utveckling som i svenska skedde i norska språkliga varieteter; vokalfonemet uppkom i Trøndelag och Østlandet. I Oppdal realiserades den som en öppen (låg) främre (med variation i riktning mot central) rundad vokal, motsvarande IPA [œ] eller [ɶ], en rundad motsvarighet till ä‑ljud. I Oppdalsdialekten har ord med mycket skiftande korta fornnordiska stamvokaler, även ursprungliga diftonger, anslutits till gruppen av ord med detta fonem.

## Nuvarande status
I spontant tal bland unga människor (skolelver) lever ô‑ljudet på 2010‐talet i Västergötland och Värmland. I en undersökning bland gymnasieelever i Alingsås publicerad 2004, befanns att ô‑ljud, i betydelsen öppet ö i andra ställningar än före /r/, var ganska fåtaliga, både i ord med ursprungligt kort /o/ och i andra ord. I Alingsåstraktens ungdomsspråk kan ô‑ljudet ha setts som en negativt laddad dialektmarkör, vilket kan förklara att det inlånade göteborgska tjöta hade något fler belägg men [ø:] än med [œ:].

## Lista över ord med ô‑ljud (urval)
Följande nysvenska ord uttalas eller har uttalats med ô‑ljud i svenska eller nordiska språkliga varieteter. Listan är endast ett urval.

### Långt vokalljud i standardnusvenska

#### Ord som nu stavas med ⟨o⟩
Arboga, dov, honung, kol, Kolmården konung, kove (litet rum), lov, lova, son, sova

#### Ord som nu stavas med ⟨å⟩
bråte, båda (verbet, inte betydelsen ”bägge”), uppbåda, både (grund strax under vattenytan), båge, bål (kropp, inte eld), bål‑ (adjektiv, i ”bålgeting”, ”bålstor”), dån, fågel, fåle, (plog)fåra, hål, håg (inklusive komma ihåg), knåda, (vid)låda, (elds)låga, mån (substantiv och adjektiv), månde, odåga, påse, råg, skåda, skåra, spår, tråda (mindre vanligt verb), tråg, tåg, tåla

### Kort vokalljud i  standardnusvenska

#### Ord som nu stavas med ⟨o⟩[e]
botten, blotta (sig), brodd, golv, folk, gosse, gott, hoppa, komma, korg, kors, lock, morgon, mossa, mosse, rost, skotta, solka, soppa, stork, tolk, torka, torp, torr

#### Ord som nu stavas med ⟨å⟩
råtta

### Folkmålsord
tôtte (tyckte)